# Luca Vignali
Luca Vignali (La Spezia, 11 gennaio 1996) è un calciatore italiano, centrocampista o difensore dello Spezia.

## Carriera
Cresciuto nel settore giovanile dello Spezia, nel 2015 viene aggregato alla prima squadra, con cui esordisce in campionato il 1º febbraio 2016, giocando da titolare la partita vinta contro la Salernitana e segnando il gol del momentaneo pareggio. Il 21 giugno firma il primo contratto professionistico con gli Aquilotti, legandosi alla squadra ligure fino al 2019.
Il 13 gennaio 2018 viene ceduto in prestito fino al termine della stagione alla Reggiana.
Il 24 novembre 2019, in occasione della partita Spezia-Frosinone, raggiunge il traguardo delle 100 presenze con la maglia dello Spezia. A fine anno, sempre contro il Frosinone, raggiunge la promozione in Serie A: all'andata i liguri vincono 0-1 in terra ciociara, mentre al ritorno perdono col medesimo risultato in casa, ma, in virtù del migliore piazzamento in campionato, sono gli spezzini a salire in massima serie, con Vignali che nel finale della gara di ritorno si rende protagonista di un salvataggio su Matteo Ardemagni nel finale di partita determinante ai fini della promozione degli aquilotti.
Con i liguri, il 21 novembre 2020 debutta in massima serie in occasione del pareggio per 0-0 contro l'Atalanta.
Il 31 agosto 2021 passa in prestito al Como. Il 1ºnovembre segna la sua prima rete con i lariani nella vittoriosa trasferta in casa della Ternana (1-2).
Il 19 agosto 2022 passa definitivamente al Como dopo l'esperienza in prestito dell'anno prima, stipulando un contratto triennale con i lariani.
Il 9 gennaio 2024 torna allo Spezia dopo 3 anni, in prestito con obbligo di riscatto. Il 24 gennaio 2025 segna la sua prima doppietta in carriera, decidendo la vittoriosa partita interna contro il Sassuolo (2-1). 

## Statistiche

### Presenze e reti nei club
Statistiche aggiornate al 1º giugno 2025.
| Stagione        | Squadra         | Campionato      | Campionato | Campionato | Coppe nazionali | Coppe nazionali | Coppe nazionali | Coppe continentali | Coppe continentali | Coppe continentali | Altre coppe | Altre coppe | Altre coppe | Totale | Totale |
| Stagione        | Squadra         | Comp            | Pres       | Reti       | Comp            | Pres            | Reti            | Comp               | Pres               | Reti               | Comp        | Pres        | Reti        | Pres   | Reti   |
| --------------- | --------------- | --------------- | ---------- | ---------- | --------------- | --------------- | --------------- | ------------------ | ------------------ | ------------------ | ----------- | ----------- | ----------- | ------ | ------ |
| 2015-2016       | Spezia          | B               | 7          | 1          | CI              | 1               | 0               | -                  | -                  | -                  | -           | -           | -           | 8      | 1      |
| 2016-2017       | Spezia          | B               | 28+1       | 0          | CI              | 2               | 0               | -                  | -                  | -                  | -           | -           | -           | 31     | 0      |
| 2017-gen. 2018  | Spezia          | B               | 15         | 0          | CI              | 2               | 1               | -                  | -                  | -                  | -           | -           | -           | 17     | 1      |
| gen.-giu. 2018  | Reggio Audace   | C               | 14+4       | 0          | CI+CI-C         | -               | -               | -                  | -                  | -                  | -           | -           | -           | 18     | 0      |
| 2018-2019       | Spezia          | B               | 29+1       | 0          | CI              | 2               | 0               | -                  | -                  | -                  | -           | -           | -           | 32     | 0      |
| 2019-2020       | Spezia          | B               | 22+2       | 0          | CI              | 2               | 0               | -                  | -                  | -                  | -           | -           | -           | 26     | 0      |
| 2020-2021       | Spezia          | A               | 21         | 0          | CI              | 4               | 0               | -                  | -                  | -                  | -           | -           | -           | 25     | 0      |
| ago. 2021       | Spezia          | A               | 2          | 0          | CI              | 0               | 0               | -                  | -                  | -                  | -           | -           | -           | 2      | 0      |
| set.2021-2022   | Como            | B               | 32         | 3          | CI              | -               | -               | -                  | -                  | -                  | -           | -           | -           | 32     | 3      |
| 2022-2023       | Como            | B               | 33         | 2          | CI              | 0               | 0               | -                  | -                  | -                  | -           | -           | -           | 33     | 2      |
| 2023- gen. 2024 | Como            | B               | 5          | 0          | CI              | 1               | 0               | -                  | -                  | -                  | -           | -           | -           | 6      | 0      |
| Totale Como     | Totale Como     | Totale Como     | 70         | 5          |                 | 1               | 0               |                    | -                  | -                  |             | -           | -           | 71     | 5      |
| gen.-giu. 2024  | Spezia          | B               | 17         | 1          | CI              | -               | -               | -                  | -                  | -                  | -           | -           | -           | 17     | 1      |
| 2024-2025       | Spezia          | B               | 29+3       | 5+1        | CI              | 1               | 0               | -                  | -                  | -                  | -           | -           | -           | 33     | 6      |
| Totale Spezia   | Totale Spezia   | Totale Spezia   | 170+7      | 7+1        |                 | 14              | 1               |                    | -                  | -                  |             | -           | -           | 191    | 9      |
| Totale carriera | Totale carriera | Totale carriera | 254+11     | 12+1       |                 | 15              | 1               |                    | -                  | -                  |             | -           | -           | 280    | 14     |